# Amicus saga og Amilíus
Amicus saga og Amilíus es una de las sagas caballerescas, una traducción al nórdico antiguo fechada hacia principios del siglo XIV basada en la obra Speculum historiale de Vincent de Beauvais. Una transcripción completa del siglo XVII (posiblemente escrita entre 1690 y 1710) sobrevive y se conserva codificada como AM 576b 4.º en el compendio islandés Sögubók. La trama trata sobre la amistad entre dos caballeros, Amicus y Amilius, que contrasta su fidelidad mutua con una serie de traiciones de confianza y las obligaciones de amor por otros personajes, donde se funde el romance y la hagiografía.